# Pappenheim
Pappenheim település Németországban, azon belül Bajorországban. Lakosainak száma 3951 fő (2023. december 31.). Pappenheim Weißenburg in Bayern, Treuchtlingen, Schernfeld, Solnhofen és Langenaltheim községekkel határos.

## Népesség
A település népessége az elmúlt években az alábbi módon változott:
| Lakosok száma | 4459 | 2296 | 3995 | 4010 | 3971 | 4049 | 4076 | 4023 | 3969 | 3951 |
|               | 1970 | 1975 | 2011 | 2012 | 2014 | 2015 | 2017 | 2019 | 2022 | 2023 |